# 浙江省长兴中学
浙江省長興中學，簡稱長中，是中國浙江省的一所中學。學校位於湖州市長興縣。1998年12月被確定爲“浙江省一級重點中學”。

## 校史
學校由時任長興縣縣長嚴北溟創辦於1940年，時名“長興縣戰時初級中學補習學校”（簡稱“補中”）。首任校長爲潘鳳韶。
1952年3月改名爲“長興縣立第一初級中學”，簡稱“長一中”。1956年，首次招收高一新生，由初级中学发展为完中，并定名爲“長興中學”。
至2020年，学校有教职工280人，60个行政班，在校学生2400余人。

## 學校標誌

### 校徽
補中校徽由孫默岑設計，爲紅底黃圖的正三角形，下繪有三條曲線，線上繪五曲山峯，寓意長興五峯三箬。山峯上有一隻背負懸空大鐘的駱駝，寓意師生任重道遠的精神。1955年元旦開始，學校教職員工佩戴紅底白字“長一中”校徽，學生佩戴白底紅字校徽。

### 校歌
1940年補中校歌《戰時長興補中校歌》由皇甫鈞作詞。
當前使用的《長興中學校歌》由長興中學師生和經懷翔共同作詞，由經懷翔作曲。

## 历任校长

### 校长
- 潘凤韶（1940年－1945年1月）
- 蒋振亚（代理，1945年1月－？）
- 周翔（1945年11月－1950年）
- 李一航（1950年2月－7月）
- 丁永迈（1959年－？）

### 革委會主任
- 邵智文（1969年－1971年）
- 劉恩厚（1971年－1973年5月）
- 陳道仁（1973年5月－1978年）

### 校長（1978年至今）
- 周匡國（1978年11月－？）
- 張金康（1984年－？）
- 肖惠康（1993年－？）
- 張向前（2002年8月－？）
- 欽國強（2012年6月－？）
- 杭偉華（？－）

## 著名校友
- 周苏红[3]:102[5]